# Blepharis menocotyle
Blepharis menocotyle là một loài thực vật có hoa trong họ Ô rô. Loài này được Milne-Redh. mô tả khoa học đầu tiên năm 1933.